# Lacus Solitudinis

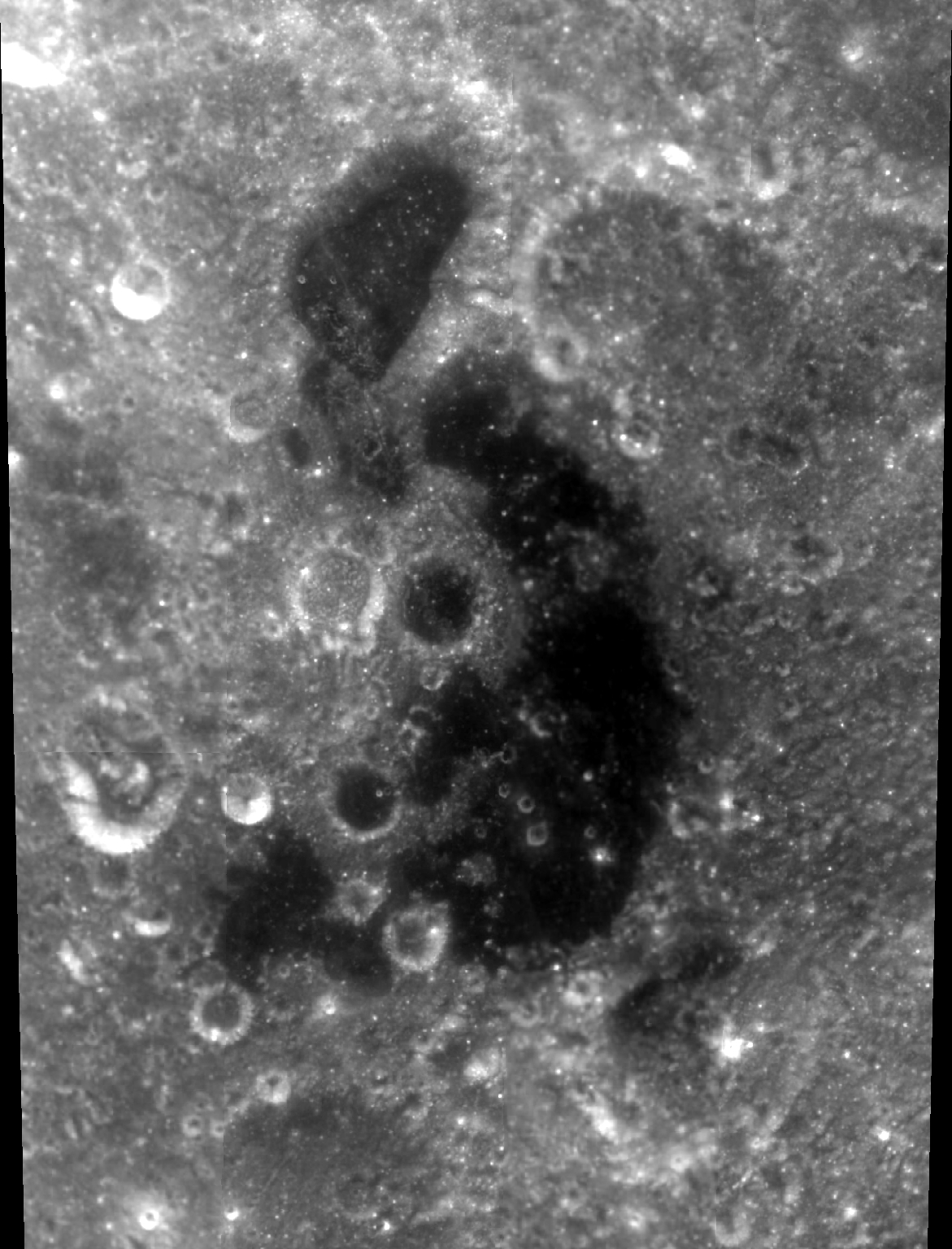
Lacus Solitudinis.

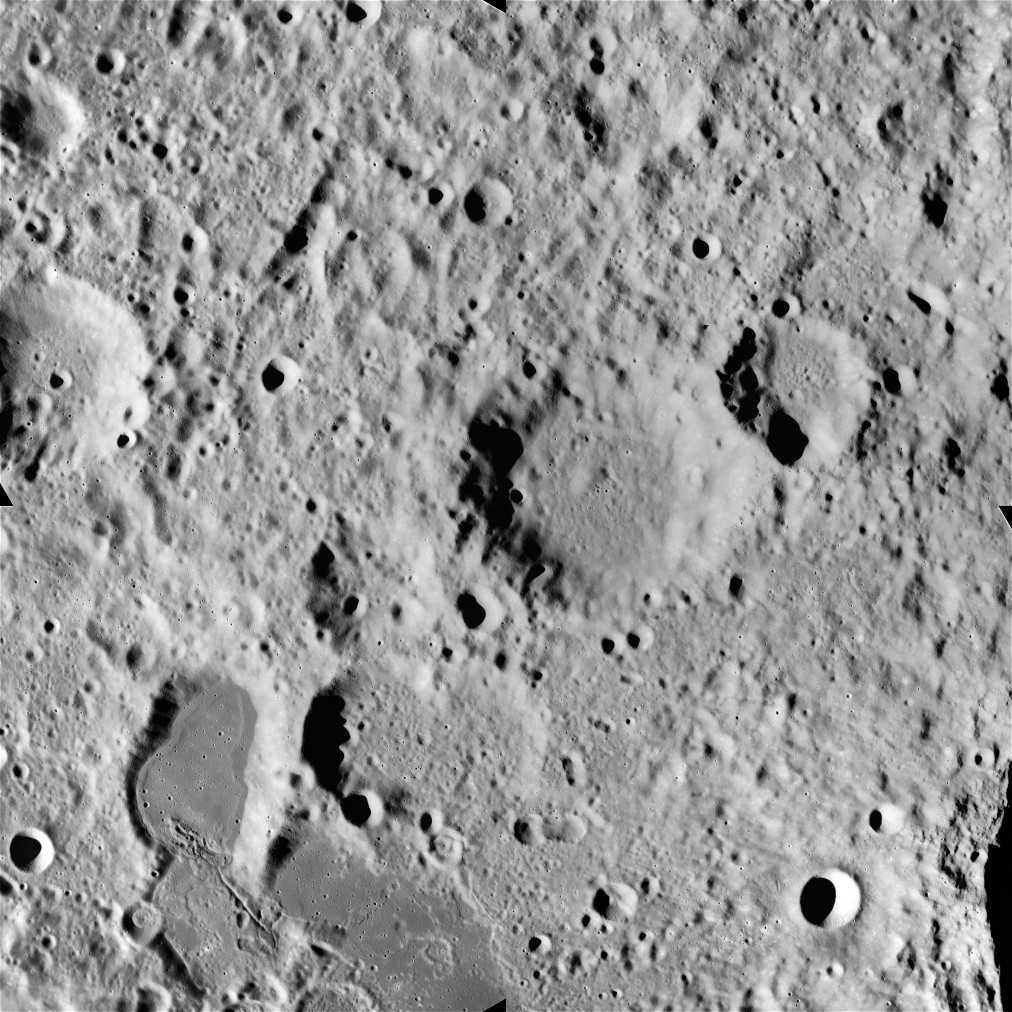
Část jezera Lacus Solitudinis (tmavá skvrna ve spodní části). Nad ním leží kráter Bowditch.

Lacus Solitudinis (česky Jezero osamělosti) je malé měsíční moře jižně od kráteru Bowditch na odvrácené straně Měsíce a tudíž není pozorovatelné přímo ze Země. Lacus Solitudinis má průměr cca 123 km, jeho střední selenografické souřadnice jsou 27,5° J a 103,9° V.

## Pojmenování
Lacus Solitudinis pojmenovala roku 1976 Mezinárodní astronomická unie.